# 48 Cassiopeiae
48 Cassiopeiae (A Cassiopeiae) é uma estrela múltipla na direção da Cassiopeia. Possui uma ascensão reta de 02h 01m 57.55s e uma declinação de +70° 54′ 25.4″. Sua magnitude aparente é igual a 4.49. Considerando sua distância de 117 anos-luz em relação à Terra, sua magnitude absoluta é igual a 1.72. Pertence à classe espectral A3IV.